# Гарифуллин, Ильдар Ильфатович
Ильдар Ильфатович Гарифуллин (27 мая 1963, Уфа — 22 мая 2023) — советский двоеборец, бронзовый призёр чемпионата мира по лыжным видам спорта 1984 в командном первенстве (эстафета 3×10 км).

## Биография
Родился 27 мая 1963 года в Уфе.
Выступал за Вооружённые Силы. Воспитанник Н. Н. Безносова.
На чемпионате мира по лыжным видам спорта 1984 в финском Рованиеми завоевал бронзовую медаль в командном первенстве (эстафета 3×10 км).
Всего стартовал в Кубке мира четырежды. Дебютировал 29 декабря 1983 года (Обервизенталь, ГДР), занял 9-е место. Лучший результат — 5-е место (7 января 1984 года, Шонах, ФРГ). В сезоне 1983/84 занял 17-е место в генеральной классификации.
Участник зимних Олимпийских игр 1984 (занял 23-е место в индивидуальной гонке).
Тренер-преподаватель СДЮШОР по прыжкам на лыжах с трамплина и лыжному двоеборью города Уфы.
Судья региональной категории по прыжкам на лыжах с трамплина и лыжному двоеборью.
Директор муниципального образовательного учреждения дополнительного образования детей «Специализированная детско-юношеская школа олимпийского резерва по прыжкам на лыжах с трамплина и лыжному двоеборью» городского округа город Уфа № 33.

## Награды
- Заслуженный работник физической культуры Республики Башкортостан (2006)[2]